# Sulden
Sulden (wł.: Solda) – miejscowość w północnych Włoszech, w regionie Trydent-Górna Adyga, w prowincji Bolzano, w gminie Stilfs.

## Historia

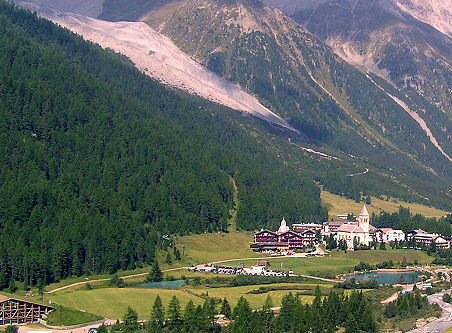
Sulden

Nazwa miejscowości pochodzi prawdopodobnie od celtyckiego wyrazu oznaczającego trochę wody, co miało związek z istnieniem w tym miejscu bagna przed kilkuset laty. Pierwszymi mieszkańcami Sulden byli myśliwi i pasterze, którzy przybywali w to miejsce w sezonie letnim. Ok. 1100 r. rozpoczęła się kolonizacja doliny Z 1192 r. pochodzą pierwsze wzmianki o sprowadzeniu w te okolice rolników. W 1369 r. w miejscowości wzniesiono kościół św. Gertrudy. Do XIX wieku Sulden pozostawało osadą rolniczo-górniczą.
W 1804 r. w Sulden zaczęła się rozwijać turystyka. W związku z tym około 1870 r. zbudowano tu kilka hoteli, pensjonatów, schronisk, a także długą na 11 kilometrów drogę. W 1902 r. konsekrowano nowy, neoromański kościół katolicki, a w 1904 r. wzniesiono kościół ewangelicki.

## Ośrodek narciarski
W Sulden mieści się największy ośrodek narciarski regionu, złożony z 40 kilometrów tras narciarskich. Najwyższym punktem ośrodka jest szczyt Schöntauf o wysokości 3 250 m n.p.m. Najdłuższa z tras ma 12 kilometrów długości. Sezon trwa przez sześć miesięcy. Poza tradycyjnymi stokami, kompleks zawiera parki do jazdy na snowboardzie oraz narciarstwa dowolnego.

## Turystyka
W Sulden znajduje się jeden z oddziałów Messner Mountain Museum, noszący nazwę MMM Ortles. Ekspozycja poświęcona jest lodowi. Na wystawie prezentowane są między innymi: największa na świecie kolekcja obrazów przedstawiających szczyt Ortler, narzędzia do wspinaczki po lodzie z ostatnich 200 lat, jak również dzieła przedstawiające Arktykę i Antarktykę.